# 川鄂小檗
川鄂小檗（学名：Berberis henryana）为小檗科小檗属的植物，是中国的特有植物。分布在中国大陆的甘肃、河南、贵州、湖北、四川、陕西、湖南等地，生长于海拔1,000米至2,500米的地区，常生于林缘、林下、山坡灌丛中及草地，目前尚未由人工引种栽培。